# Alison Hargreaves
Alison Jane Hargreaves (17 tháng 2 năm 1963 - 13 tháng 8 năm 1995) là một nhà leo núi người Anh quê ở Derbyshire. Bà đã học tại trường Belper
Alison Hargreaves là một người phụ nữ Anh. Ngày 13/5/1995, Alison Hargreaves 33 tuổi đã trở thành phụ nữ đầu tiên chinh phục đỉnh Everest mà không cần hỗ trợ oxy hoặc sự giúp đỡ của người dân bản địa.
Bà cũng là người leo núi đầu tiên leo một mình tất cả các mặt phía bắc của dãy núi Alps lớn một mình trong một mùa và một mình. Chiến công này bao gồm leo mặt phía bắc nổi tiếng khó khăn của Eiger trong dãy núi Alps vào năm 1993.
Hargreaves leo đến độ cao 6.812 mét (22.349 ft) của đỉnh Ama Dablam ở Nepal. Năm 1995 Alison Hargreaves có ý định leo lên ba ngọn núi cao nhất trên thế giới-đỉnh Everest, K2 và Kangchenjunga. Vào ngày 13 tháng 5 năm 1995 bà leo lên đến đỉnh Everest mà không cần sự trợ của Sherpas hay oxy đóng chai. Bà cũng leo núi khi đang mang thai.